# Лусія Гільмаїн
Лусія Гільмаїн (ісп. Lucía Guilmáin, при народженні Лусія Гутьєррес Пуерта, ісп. Lucía Gutiérrez Puerta; 3 серпня 1942, Мехіко — 15 лютого 2021, там само) — мексиканська акторка театру, кіно та телебачення.

## Життєпис
Народилася 3 серпня 1942 року у Мехіко в родині Лусіло Гутьєреса та Офелії Гільмаїн, акторки, вимушеної в числі багатьох інших митців емігрувати з рідної Іспанії після завершення громадянської війни, в якій вона втратила брата та сестру. Окрім Лусії в родині були ще троє дітей — старший брат Хуан (нар. 1941, актор) та дві молодші сестри Маргарита та Естер (нар. 1945, акторка).
Акторську кар'єру розпочала у 1960-х роках. Її фільмографія налічує понад 40 ролей у кінофільмах та телесеріалах, у тому числі «Весільний марш» (1977—1978), «Заради кохання» (1981—1982), «Слава і пекло» (1986), «Дні без Місяця» (1990), «Хазяйка» (1995), «Марісоль» (1996), «Розлучені» (1997—1998), «Місія порятунку» (2004—2005). Після чотирирічної творчої перерви повернулася з яскравою роллю циганки Грізельди у теленовелі «Дике серце» (2009—2010). Також запам'яталася її роль злої хатньої робітниці Брігіди у серіалі «Притулок для кохання» (2012) з Сурією Вега у головній ролі.
У 2019—2020 роках грала у театральній постановці «Дім Бернарди Альби» за Лоркою. У 2020 році за роль Бернарди Альби акторка була нагороджена премією APT за найкращу жіночу роль у п'єсі. (У 1974 році вона виконала одну з другорядних ролей у телефільмі за цією п'єсою. Тоді роль Бернарди грала її мати — Офелія Гільмаїн).
Акторка перебувала у шлюбі з екс-футболістом та спортивним телекоментатором Раулем Орваньяносом (нар. 1947). 3 липня 1968 року у пари народився син — Рауль Орваньянос-молодший, який також став футболістом.
Лусія Гільмаїн померла 15 лютого 2021 року у Мехіко в 78-річному віці від ускладнень, викликаних коронавірусним захворюванням COVID-19.

## Вибрана фільмографія
| Рік       |    | Українська назва     | Оригінальна назва        | Роль                                             |
| --------- | -- | -------------------- | ------------------------ | ------------------------------------------------ |
| 1966      | ф  | Неприборканий        | Il indomable             | Росіта                                           |
| 1973      | с  | В тумані             | Entre brumas             | Мері                                             |
| 1974      | тф | Дім Бернарди Альби   | La casa de Bernarda Alba | Мартиріо                                         |
| 1976      | ф  | Продовження війни    | Longitifud de guerra     | Консоласьйон Чавес                               |
| 1977—1978 | с  | Весільний марш       | Marchanupcial            | Лусіла                                           |
| 1981—1982 | с  | Заради кохання       | Por amor                 | Пауліна                                          |
| 1983—1984 | с  | Самотнє серце        | Un solo corazón          | Амелія                                           |
| 1986      | с  | Слава і пекло        | La gloria y el infierno  | Конча                                            |
| 1990      | с  | Дні без Місяця       | Días sin luna            | Лурдес                                           |
| 1995      | с  | Хазяйка              | La dueña                 | Консуело Лопес                                   |
| 1996      | с  | Марісоль             | Marisol                  | Ромуальда Мартінес                               |
| 1997—1998 | с  | Розлучені            | Desencuentro             | Лаура                                            |
| 1998      | с  | Живу заради Елени    | Vivo por Elena           | Енедіна                                          |
| 1998—1999 | с  | Привілей кохати      | El privilegio de amar    | сусідка Ани Хоакіни по палаті в тюремній лікарні |
| 2000      | с  | Друзі назавжди!      | Amigos x siempre!        | вчителька Вікторія                               |
| 2004—2005 | с  | Місія порятунку      | Misión S.O.S.            | Рамона Асеведо                                   |
| 2009—2010 | с  | Дике серце           | Corazón salvaje          | Грізельда                                        |
| 2011      | с  | Як то кажуть         | Como dice el dicho       | сестра Августіна                                 |
| 2012      | с  | Притулок для кохання | Un refugio para el amor  | Брігіда                                          |
| 2014      | ф  | Темніше за ніч       | Más negro que la noche   | тітка Офелія                                     |
| 2016      | с  | Готель таємниць      | El hotel de los secretos | донья Консуело Енкандон                          |
| 2019      | с  | Родина десяти        | Una fsmilia de diez      | донья Клотильда                                  |